# Nippon BS Broadcasting
Nippon BS Broadcasting Corporation (jap. 日本BS放送株式会社 Nippon Bīesu Hōsō kabushiki-gaisha) – japońska prywatna stacja telewizyjna nadająca poprzez sygnał satelitarny mająca swoją siedzibę w obszarze Kanda w Tokio. Jest stacją niezależną należącą do spółki Bic Camera. Została założona 23 sierpnia 1999 roku jako Nippon Bīesu Hōsō Kikaku Kabushiki Kaisha (jap. 日本BS放送企画株式会社; Nippon BS Broadcasting Kikaku), a 28 lutego 2011 roku zmieniła nazwę na obowiązującą obecnie Nippon BS Broadcasting. Stacja rozpoczęła nadawanie w rozdzielczości HD 1 grudnia 2007 roku. Jej kanał nosi nazwę BS11 (BS Eleven), znany do 31 marca 2011 roku jako BS11 Digital. 
BS11 kładzie nacisk na transmisje programów informacyjnych, sportowych, koreańskich seriali, reality show, anime (włącznie z tzw. późnonocnym anime) oraz programów 3D.

## Kanały
- telewizyjny: BS211ch